# Przybymir
Przybymir – staropolskie imię męskie, złożone z członów Przyby- („przybyć, przybywać”) oraz -mir („pokój, spokój, dobro”). Mogło oznaczać „ten, który przynosi pokój”.
W polskim piśmiennictwie pojawił się w 1265 r. W styczniu 2025 roku nie wystąpił w rejestrze PESEL, wśród publicznie dostępnych danych dotyczących osób żyjących.
Przybymir imieniny obchodzi 16 marca, 27 sierpnia.